# Monomorium wroughtonianum
Monomorium wroughtonianum är en myrart som beskrevs av George Ettershank 1966. Monomorium wroughtonianum ingår i släktet Monomorium och familjen myror. Inga underarter finns listade i Catalogue of Life.